# Attur Forest, Somvarpet
Attur Forest là một làng thuộc tehsil Somvarpet, huyện Kodagu, bang Karnataka, Ấn Độ.